# Eunica caresa
Eunica caresa är en fjärilsart som beskrevs av William Chapman Hewitson 1857. Eunica caresa ingår i släktet Eunica och familjen praktfjärilar. Inga underarter finns listade i Catalogue of Life.